# عجاج جنوب شرق آسيا 2019
عجاج جنوب شرق آسيا لعام 2019 هو أزمة تلوث الهواء الحادثة في أكثر من دولة، والتي تؤثر على العديد من البلدان في جنوب شرق آسيا، بما في ذلك بروناي وإندونيسيا وماليزيا والفلبين وسنغافورة وتايلاند وفيتنام.
بدأت تايلاند تواجه عجاجًا في فبراير واستمر حتى شهر مايو، وبلغ ذروته في مارس وأبريل. في وقت لاحق من العام، ابتداء من يونيو إلى يوليو بدأت إندونيسيا تعاني من نفس الظاهرة. تأثرت ماليزيا ابتداءً من شهر أغسطس، بينما تعرضت سنغافورة وبروناي وفيتنام للعجاج في سبتمبر.
هذه القضية طويلة الأجل تحدث بكثافة متفاوتة خلال كل موسم جاف في المنطقة. لقد كان السبب الرئيسي في ذلك هو حرائق الغابات الناتجة عن ممارسات القطع والحرق غير القانونية، خاصة في جزيرتي سومطرة وكاليمانتان الإندونيسيتين، التي انتشرت بسرعة بعد ذلك في موسم الجفاف الذي طال أمده بتشكيل إعصار فرانسيسكو في المحيط الهادئ والضغط المنخفض في منطقة بحر الصين الجنوبي والمحيط الهادئ.

## الخلفية والأسباب

### دول شمال آسيا
حدثت معظم النقاط الساخنة في البلدان الشمالية في جنوب شرق آسيا (تايلاند وميانمار وكمبوديا ولاوس وفيتنام والفلبين) في الفترة من يناير إلى مايو 2019، وخاصة في مارس وأبريل 2019.
كانت هناك حرائق في أراضي الغابات في شمال تايلاند وفي الأراضي الزراعية في Pa Phru Kuan Kreng من مقاطعة Nakhon Si Thammarat في جنوب تايلاند.

### دول جنوب آسيا
يحدث العجاج العابر للحدود في إندونيسيا وماليزيا وسنغافورة كل عام تقريبًا بسبب حرائق الغابات في إندونيسيا. بدأت العديد من هذه الحرائق في تطهير الأراضي من أجل الحيازة الصغيرة أو الزراعة في المزارع الواسعة. في عام 2019 اشتعلت النيران في سومطرة وكاليمانتان في إندونيسيا. تمتلك سومطرة وكاليمانتان مساحات شاسعة من أراضي مستنقع الخث، وهي قابلة للاحتراق بدرجة كبيرة خلال موسم الجفاف. والخث الذي يتكون من طبقات من النباتات الميتة والمواد العضوية الأخرى يساهم بشكل كبير في انبعاثات الكربون بسبب كثافة المادة العالية ومحتوى الكربون.
وفقًا لمركز الآسيان المتخصص في الأرصاد الجوية، فإن معظم النقاط الساخنة لإندونيسيا وماليزيا وقعت في أغسطس وسبتمبر 2019. اعتبارًا من سبتمبر 2019 كان لدى إندونيسيا ما يزيد عن 20000 نقطة ساخنة في عام 2019، في حين أن ماليزيا لديها أكثر من 2000 نقطة ساخنة. في 12 سبتمبر 2019 وحده كان هناك 1,188 نقطة ساخنة في كاليمانتان، و431 نقطة ساخنة في سومطرة.
في يونيو 2019، أدت حرائق الغابات في ولاية ساراواك الماليزية إلى تأثر مدينة ميري الماليزية بالعجاج.

## البلدان المتضررة

### بروناي
في 7 سبتمبر 2019 عانت بروناي من العجاج، والتي نسبتها حكومتها إلى المناطق الساخنة في بورنيو، إندونيسيا.

### إندونيسيا

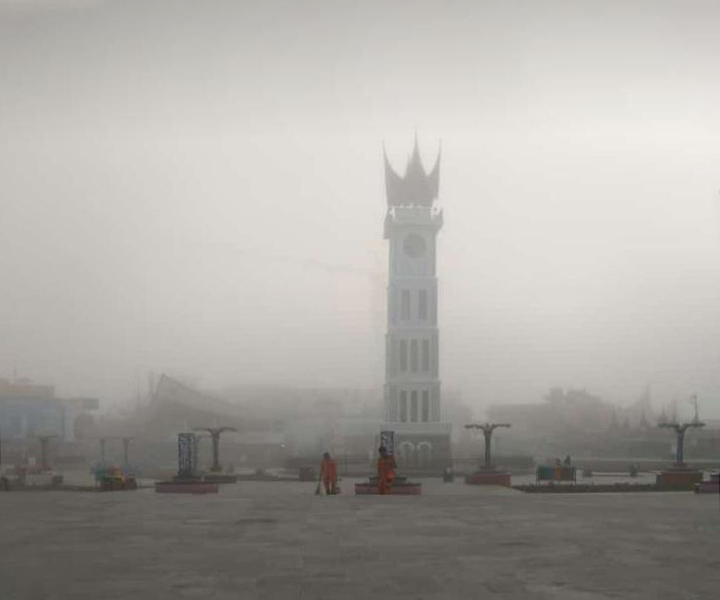
جام جادانج في بوكيتنغي ، غرب سومطرة ، إندونيسيا في 17 سبتمبر 2019.

في أعقاب العجاج السابق الذي ضرب جنوب شرق آسيا في عام 2015 والذي يعود أصله إلى إندونيسيا، عادت حرائق الغابات في البلاد في يوليو فاحترق 42,740 هكتار (105,600 أكر) من الأراضي في جميع أنحاء البلاد والتي تسببت في ضباب عبر الحدود نحو ماليزيا وسنغافورة. أرسلت الحكومة 9000 من أفراد الجيش والشرطة ووكالات الكوارث لمحاربة الحرائق. اعتبارًا من شهر سبتمبر كان هناك 885,026 حالة إصابة بالتهابات الجهاز التنفسي الحادة بسبب العجاج؛ موزعة 291807 من جنوب سومطرة، و26891 من رياو، و163662 من غرب كاليمانتان.
في عام 2019 اندلعت آلاف الحرائق في إندونيسيا، معظمها كان لتطهير الأراضي للمزارع التي تصنع زيت النخيل. تسببت الحرائق في حدوث دخان أدى إلى تعطيل السفر الجوي والأمراض للناس. وقال وزير البيئة الإندونيسي إن الضباب الدخاني كان أيضا من حرائق اندلعت في المناطق الساخنة في ماليزيا وفيتنام. قالت وكالة إدارة الكوارث في إندونيسيا إن أكثر من 3600 حريق تم رصدها في جزر سومطرة وبورنيو بواسطة أقمار الطقس. أرسلت ماليزيا مذكرة دبلوماسية تحث إندونيسيا على اتخاذ إجراءات فورية للتصدي للحرائق. أغلقت ماليزيا أكثر من 400 مدرسة وأرسلت نصف مليون من أقنعة الوجه إلى المنطقة لمكافحة تلوث الهواء.
اعتبارًا من سبتمبر 2019 واجه ما يقرب من 900000 إندونيسي مشاكل في الجهاز التنفسي بسبب العجاج.

### ماليزيا

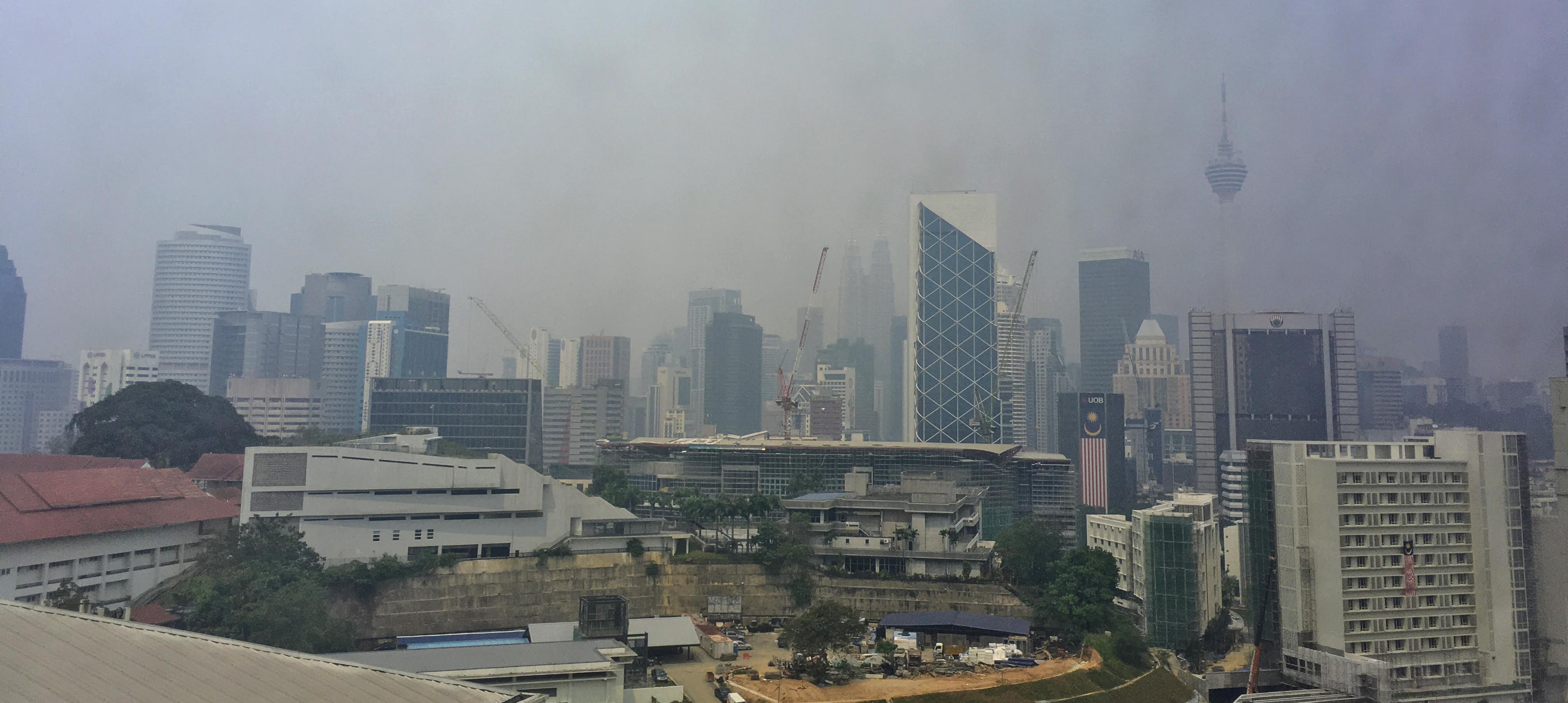
دخان يغطي عاصمة ماليزيا ، كوالالمبور في 11 سبتمبر 2019. يمكن رؤية أبراج بتروناس بصعوبة في الصورة.

في أوائل شهر فبراير اشتعلت النيران في الغابات والأراضي الخثية في باهانج. في أوائل أغسطس كانت مدينة كلانج يكتنفها ضباب كثيف ناجم عن حرائق في رياو، والتي تفاقمت بسبب حريق في محمية غابات قريبة. كما تأثرت المدن والبلدات الكبرى في ولاية ساراواك، مثل كوتشينغ، بالضباب الناجم عن النقاط الساخنة في كاليمانتان. كما قامت ماليزيا بتفعيل خطة العمل الوطنية للحرق المفتوح وخطة العمل الوطنية الحالية الخاصة بالضباب في 14 أغسطس، حيث وصلت جودة الهواء في كوالا بارام وميري إلى مستويات خطرة. في رومبين، باهانج، كان مؤشر تلوث الهواء (API) المسجل في 18 أغسطس هو 223، والذي تم تصنيفه على أنه «غير صحي للغاية». تتأثر أيضًا العديد من الولايات الماليزية والأقاليم الفيدرالية مثل كوالالمبور ونيجيري سيمبيلان وبينانج وبوتراجايا وسيلانجور بالضباب من سومطرة في إندونيسيا بينما تأثرت ولاية ساراواك بالحرائق في الولاية منذ يوليو ومن كاليمانتان المجاورة لإندونيسيا في أغسطس. كما أحرقت 2.4 هكتار من الغابات في جوهور في أغسطس. قامت شركة Spotify Malaysia أيضًا بإنشاء قائمة تشغيل تسمى Hazed and Confused مليئة بأغاني عن النار وكل الأشياء التي تُحرق.

### الفلبين
في 17 سبتمبر 2019 استنادًا إلى التقرير الأولي للمكاتب الإقليمية لمكتب إدارة البيئة (EMB)، تم تأكيد ذلك من قِبل الوكالة وسلطات جنرال سانتوس بأن سماء ضبابية ممتدة ظهرت في مينداناو وفيساياس، وخاصة مدينة سيبو. كما ظهرت أيضا في كورونادال وتوبي ومدينة دافاو.

### سنغافورة
في 26 أغسطس 2019 كان هناك عجاج خفيف في سنغافورة، وكانت الظروف تتحسن تدريجيا على مدار اليوم. ربما كان هذا بسبب حرائق في سومطرة، اندونيسيا، أو جوهور، ماليزيا.
في 9 سبتمبر 2019 كان هناك ضباب خفيف مرة أخرى في سنغافورة، ربما بسبب زيادة النقاط الساخنة في سومطرة، إندونيسيا. استمرت هذه الظروف المشوشة قليلاً. في الساعة 4 مساءً في 14 سبتمبر 2019 أظهر «مؤشر معايير التلوث على مدار 24 ساعة» (PSI) قراءات في النطاق «غير الصحي» لأكثر من 100 لأول مرة منذ عام 2016،  بدءًا من 103 في غرب سنغافورة. ارتفعت PSI بشكل مطرد  حيث سجلت جميع أجزاء سنغافورة قراءات PSI «غير الصحية» في الساعة الواحدة صباحًا من اليوم التالي، وبلغت ذروتها في 124 من 5 صباحًا إلى 8 صباحًا في غرب سنغافورة. على الرغم من ذلك تحسنت جودة الهواء على مدار اليومين التاليين، مما يؤدي إلى تراجع PSI إلى مستويات «معتدلة».
ولكن في 18 سبتمبر 2019 عاد الضباب إلى سنغافورة، مما أدى إلى زيادة PSI إلى مستويات «غير صحية» شوهدت في نهاية الأسبوع الماضي. تسبب هذا في إلغاء شركة فايرفلاي جميع رحلاتها الجوية من مطار سيليتار لليومين التاليين. في اليوم التالي وصلت PSI إلى ذروتها (154) في حوالي الساعة الرابعة صباحًا في جنوب سنغافورة قبل أن تتحسن تدريجياً، حيث سجلت جميع أنحاء سنغافورة مستوى «معتدلاً» بحلول الساعة 9 مساءً.
في 21 سبتمبر 2019 وصلت PSI إلى مستويات غير صحية مرة أخرى، مع مخاوف من أن العجاج قد يؤثر على سباق الفورمولا وان. بقيت PSI في النطاق غير الصحي لمعظم اليوم التالي، مع توقع هطول أمطار لتخفيف الضغط إذا حدث ذلك.

### تايلاند
في أوائل شهر مارس غمرت المنطقة في شمال تايلاند بالضباب الناجم عن حرائق الغابات في شيانغ ماي وشيانج راي وكذلك من الحدود مع ميانمار. تم تدمير مليون هكتار من أراضي الغابات في مقاطعات شيانج ماي، تشيانغ راي، لامبانج، لامفون، ماي هونغ سون، نان، فاياو، فراي وتاك.
وفي شهر يوليو تم تدمير حوالي 2,318.88 هكتار (5,730.1 أكر) من الغابات والمزارع في با فرو كوان كرينج بمقاطعة ناخون سي ثامارات والمناطق المحيطة بها في جنوب تايلاند بسبب الحرائق. في سبتمبر وصل الضباب الناجم عن حرائق المزارع الإندونيسية إلى المنطقة الجنوبية من تايلاند خاصة في مدينة فوكيت. وصل مؤشر جودة الهواء في فوكيت حوالي 158 اعتبارًا من الساعة 9 صباحًا في 23 سبتمبر 2019.

### فيتنام
بعد حرائق الغابات التي اندلعت في فيتنام عام 2019 والتي أثرت على وسط فيتنام في منتصف يونيو وتلاشت في أغسطس، صارت المنطقة الجنوبية من فيتنام وخاصة مدينة هوشي منه، مغطاة بالضباب الدخاني الكثيف في سبتمبر. من خلال رصد نتائج اختبار تلوث الهواء تظهر أن حرائق الغابات في إندونيسيا إلى جانب المدينة أصبحت الانبعاثات الكبيرة السبب الرئيسي لتلوث الهواء الغزير في المنطقة الجنوبية من فيتنام.

## استجابة السلطات والاتفاقات المشتركة
في أغسطس توصلت جميع البلدان المعنية إلى اتفاق لمنع حرائق الأرض والغابات التي تسبب تلوثًا بالعجاج عبر الحدود على أمل تحقيق رابطة خالية من الضباب لدول جنوب شرق آسيا (آسيان) بحلول عام 2020.

### بروناي
تعتزم وزارة البيئة والمتنزهات في بروناي (JASTRe) تقديم قانون يعالج «الحرق المفتوح المستشري» في البلاد للتخفيف من حرائق الغابات.

### إندونيسيا
أصدر الرئيس الإندونيسي جوكو ويدودو تعليمات إلى المجلس الوطني لإدارة الكوارث (BNPB) والقوات المسلحة الوطنية (TNI) والشرطة الوطنية (POLRI) للتعامل مع الحرائق في سومطرة وكاليمانتان. كما هدد الرئيس بطرد رجال الإطفاء إذا لم تتم معالجة حرائق الغابات على الفور. أرسلت هيئة الإنفاذ البحري الماليزية (MMEA) رحلتين باستخدام طائرة بومباردييه CL415 لنقل 198000 لتر من المياه لمكافحة حرائق الغابات في ميري.

### ماليزيا
في 19 أغسطس 2019 أعلن Datuk Amar Douglas Uggah Embas ، نائب رئيس وزراء ساراواك أنه سيتم منح مديري المدارس حرية التصرف عند إغلاق مدارسهم إذا أصبحت قراءة مقياس التلوث API «غير صحية». في 10 سبتمبر أرسلت الوكالة الوطنية لإدارة الكوارث (Nadma) حوالي نصف مليون قناع للوجه إلى Sarawak وسط ضباب متزايد عبر الحدود في الولاية. وزارة التربية والتعليم في ولاية جوهورأغلقت جميع المدارس ورياض الأطفال في بونتيان، موار وتانغكاك في 15 سبتمبر بسبب الضباب، والتي تؤثر على 64000 طالب وطالبة. كما أعلنت منطقتي بوتراجايا وسيلانجور عن إغلاق 25 و138 مدرسة على التوالي في 17 سبتمبر مع تفاقم حالة الضباب في تلك المناطق. خلال الفترة من 19 إلى 21 سبتمبر تم إغلاق جميع المدارس في كوالا لمبور وبوتراجايا وسيلانجور وبينانغ، والتي بلغ مجموعها 1,658 مدرسة. إلى جانب ذلك فإن 119 مدرسة في Kedah و147 في بيراك و59 في نيجري سمبيلان أغلقت في 19 سبتمبر.
قالت وزارة الطاقة والعلوم والتكنولوجيا والبيئة وتغير المناخ الماليزية إنها ترغب في بذل جهود منسقة وفقًا لاتفاقية رابطة أمم جنوب شرق آسيا بشأن تلوث الضباب العابر للحدود الذي صادقت عليه الدول الأعضاء. حذرت وزارة الصحة الماليزية أفراد الشعب للحد من الأنشطة البدنية في الهواء الطلق، وحثتهم على ارتداء أقنعة الوجه والمظلات والقبعات عندما يخرجون في الهواء الطلق بالإضافة إلى نصح الناس بشرب الكثير من الماء والسعي للحصول على علاج فوري إذا تطلبت الحالة. أعلنت Menteri Besar من Selangor أن الدولة ستصادر الأراضي التي يواصل المزارعون عمليات الحرق المفتوحة فيها.
في 18 سبتمبر 2019 أعلنت وزارة التعليم عن إجراءات تشغيل جديدة لإغلاق المدارس. تنص الإرشادات الجديدة على أنه يجب الإعلان عن إغلاق المدارس بحلول الساعة 6 مساءً يوميًا في حالة ارتفاع API أكثر من 200. بالإضافة إلى ذلك يجب إيقاف جميع الأنشطة الخارجية إذا تجاوزت API 100.

### سنغافورة
بدأت الوكالة الوطنية للبيئة في سنغافورة في إصدار نصائح يومية حول الضباب. وفي الوقت نفسه قالت وزارة التعليم إن أجهزة تنقية الهواء جاهزة إذا ازدادت الضبابية مع إغلاق المدارس عندما يصل مؤشر معايير الملوثات API إلى 300 وما فوق. وبالمثل أعلنت عدة وكالات مثل Sport Singapore وMINDEF عن خطط للتعامل مع الضباب.
بالإضافة إلى ذلك يوجد في سنغافورة مخزون من الأقنعة يبلغ 16 مليون قناع تنفس إذا استمر الضباب في التدهور أكثر. قالت وزارة التعليم أنه يمكن للطلاب إجراء اختبارات PSLE والامتحانات الوطنية في الداخل، مع تشغيل أجهزة تنقية الهواء إذا لزم الأمر.

### تايلاند
عرض حاكم مقاطعة ناخون سي ثامارات Nakhon Si Thammarat في تايلاند Chamroen Tippayaponthada مكافأة قدرها ฿ 5000 لمت يُدلي بمعلومات تؤدي إلى إلقاء القبض على أي شخص يشتبه في بدء حرائق الغابات في المحافظة. نتيجة وصول الضباب الذي أصاب إندونيسيا إلى جنوب تايلاند في سبتمبر أصدر مكتب الصحة في فوكيت (PPHO) نصائح صحية إلى جانب توزيع أقنعة صحية مجانية على الناس.